# Dobiecin (gmina Chynów)
Dobiecin (dawn. Dobecin) – wieś sołecka w Polsce, położona w województwie mazowieckim, w powiecie grójeckim, w gminie Chynów.
Nazwa miejscowości (notowana od 1839 r.) pierwotnie brzmiała zapewne *Dobięcin, od nazwy osobowej *Dobięta z dzierżawczym przyrostkiem in. Zanik nosowości nastąpił wtórnie. *Dobięta to tzw. imię skrócone, powstało przy użyciu sufiksu -ęta, który występował zwłaszcza w Polsce centralnej, w tym na Mazowszu, od XII wieku. Człon pierwszy imienia to Dobie- ("stosowny, zdatny", "waleczny, dzielny"), jak w imionach: Dobiegniew, Dobielut, Dobiemiest, Dobiemir, Dobiesław.
W I połowie XIX wieku wieś wchodziła w skład majątku Żelazna. W tym okresie właścicielem majątku był Jan Wincenty Brandtkie, profesor Uniwersytetu Warszawskiego, a następnie nowym właścicielem został Maurycy Blum – współwłaściciel cukrowni warszawskiej.
W latach 1975–1998 miejscowość należała administracyjnie do województwa radomskiego.